# Префектура Саґа
Префекту́ра Са́ґа (яп. 佐賀県, さがけん, МФА: [saga keɴ]?) — префектура в Японії, в регіоні Кюшю.  Розташована в північній частині острова, на узбережжі Японського моря. Адміністративний центр префектури — Саґа. Межує з префектурами Фукуока та Наґасакі. Заснована 1871 року на основі східної частини провінції Хідзен. Площа становить 2439,65 км². Станом на 1 серпня 2011 року в префектурі мешкало 846 969 осіб. Густота населення складала 347 осіб/км². Основою економіки є сільське господарство й рибальство. 

## Історія
- Стоянка Йошіноґарі
- Провінція Хідзен
- Саґа-хан
- Повстання в Акідзукі